# 考える葉
『考える葉』（かんがえるは）は、松本清張の長編推理小説。太平洋戦争中の日本に秘蔵された財宝をめぐって発生する連続殺人事件を描くミステリー長編。『週刊読売』に連載され（1960年4月3日号 - 1961年2月19日号、連載時の挿絵は朝倉摂）、1961年6月に角川書店から刊行された。
1962年に東映で映画化されている。

## あらすじ
井上代造は夜の銀座でガラスを破壊するなどの奇行を起こしたかどで、留置場に拘留された。留置場内で井上は、崎津弘吉という名の、山梨県出身の無口な青年に声をかける。井上は崎津に親切にし、妹の井上美沙子に会わせ、就職の斡旋まで申し出る。表情を示さない崎津だったが、結局崎津は「大日建設」という会社に就職することになった。井上は、若手新興財閥として台頭著しい板倉彰英の邸宅に出入りしており、配下の鉱山採掘所の杉田一郎とも接触していたが、何をやっているのか、崎津に打ち明けることはなかった。
東京西郊の雑木林で、右胸を刃物で抉られた死体が発見され、被害者が硯職人であることが判明するも、警察の捜査は迷宮入りする。続いて、川崎の旧軍需工場跡地で、不思議な宝の案内メモを持った浮浪者の死体が発見されるも、現場に隣接する大日建設の社長は政界の大立者・中野博圭であり、警察の質問は一蹴される。
世の中になんの希望も感じられず、ルーズな仕事を続けていた崎津に、井上はある用件を持ちかける。ところが、井上の指示通りに代々木駅近辺をうろついていた崎津は、近隣で発生した、東南アジア使節団団長射殺事件の容疑者として、警察に逮捕されてしまう。さらに井上は殺害され、美沙子も誘拐される。
事態を知り、真相を掴もうと、崎津は調査に乗り出す。事件の背後に、旧日本軍が東南アジアで略奪した貴金属の秘密をめぐる因縁があることを探知した崎津は、犯人と対決する。

## 主な登場人物

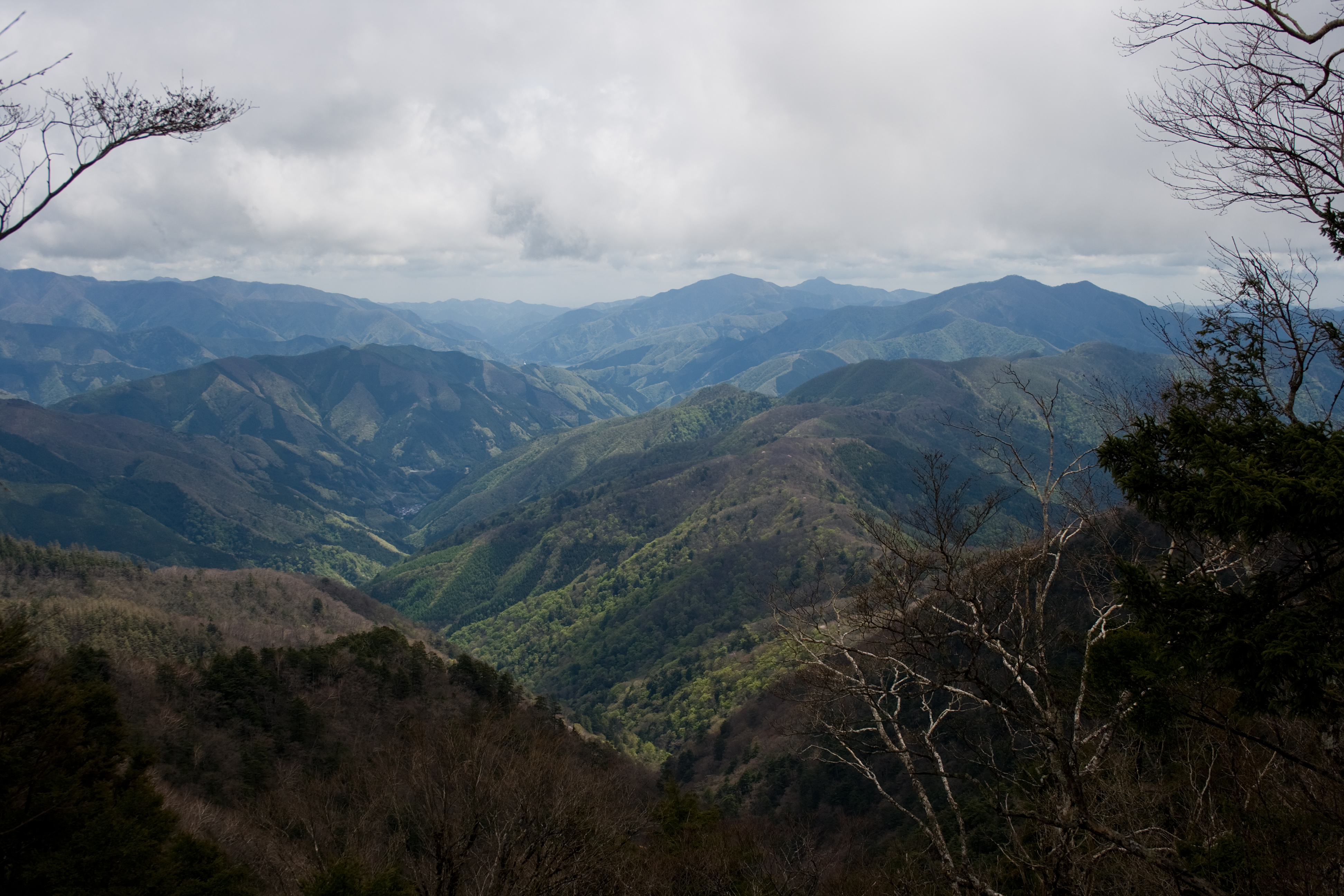
小説の舞台の一つ、小菅村沢辺方面

- 原作における設定を記述。

崎津弘吉（さきつ ひろきち）
山梨県落石村出身の孤独な青年。人生に何の生きがいも見い出せず、退屈している。
井上代造（いのうえ だいぞう）
体格のいい大男。留置場に居た崎津に声をかける。板倉彰英邸に出入りする。
井上美沙子（いのうえ みさこ）
井上代造の妹。青山の邸町の裏側の一郭に兄と共に住む。
板倉彰英（いたくら あきひで）
板倉鉱業の青年社長。杉並区のO駅から近い元首相の別荘を買い取り、広大な邸宅に住んでいる。
村田露石（むらた ろせき）
老書家。板倉の書道の先生。硯を求めて山梨県落石村を訪れ、崎津と出会う。池上本門寺近くに住む。
杉田一郎（すぎた いちろう）
山梨県塩山から北の山へ向かった場所にある、宝鉱山採掘所の保安主任。板倉彰英の配下。
中野博圭（なかの はくけい）
保守党の政治家。総理大臣を動かす力を持つ派閥の頭領。大日建設の社長名義を貸している。
門脇順平（かどわき じゅんぺい）
東京西郊の千馬川で発見された乳無し男殺人事件の被害者。愛知県南設楽郡出身の硯職人であることが判明する。
大原鉄一（おおはら てついち）
川崎の旧軍需工場跡地で発見された浮浪者殺人事件の被害者。通称鉄ちゃん。鳥取県西伯郡の出身であることが判明する。
ルイス・ムルチ
東南アジア・R国の調査団の団長。観光事業の視察を名目に、その実、戦時中の日本軍の略奪物資の調査を目的に来日する。
洋子（ようこ）
銀座のキャバレー「スイートピー」の女給。崎津を暗殺犯と偽証する。以前は進駐軍関係のクラブに出入りしていた。
能勢良一（のせ りょういち）
警視庁の刑事部長。R国の調査団来日を受け、日本軍がR国で略奪した物資の所在の内偵を指示する。
小川警部
警視庁捜査一課長の警部。暗殺関与の疑いで崎津を取り調べるが、釈放後は崎津に事件への協力を申し出る。

## エピソード
- 単行本刊行の2年後『宝石』に掲載された創作ノートで、著者は以下のように述べている。「名前はいわないが、いま大実業家になっている人がいるんだ。この人は、戦争末期に軍需省の雇員 ― 運転手で、いろいろな軍需物資の横流しをやっていた。そのために憲兵隊につかまったが、終戦のためウヤムヤになってしまった。その人は、もちろん一人でやったんじゃない。相当上の方と結託して、彼が横流し物資をどこかに運んだんですがね。ところが戦後になって、その人がメキメキと売り出しまして、数億の金を、ある財閥に突然投げ出したんです。昭和二十四、五年頃。そうすると、終戦の時の一介の運転手が、いくら終戦直後の混乱期があったとしても、金の出所がおかしいじゃないですか。そこに彼が軍需省の隠退蔵物資の横流しのものをどこかに隠して、あの終戦混乱期に、ヤミに流して一儲けした、とも考えられる。彼自身の釈明によると、鉱山であてたとか、株式で儲けたとかいってますがね。実証はないわけですよ。これは実話なんです。そういうところがヒントです」[1]。
- 作中に登場する地名「落石」は、山梨県早川町の雨畑（あめはた）がモデルであり、「落石硯」は雨畑硯に基づく。早川町の雨畑硯に関する展示ギャラリーの硯匠庵では、本作と雨畑硯の関連について紹介が行われている[2][3]。

## 映画
1962年5月16日公開。製作は東映東京撮影所、配給は東映。公開時のタイトルは『松本清張のスリラー 考える葉』。

### 製作
企画は当時の東映東京撮影所（以下、東映東京）所長・岡田茂。
東急グループ内で孤立する大川博東映社長は、東映内で幅を利かす東急系の古参幹部から、早く東映生え抜きの若手・岡田茂・今田智憲の時代に切り換えをしたくて、1962年2月15日に、それまでの企画本部を実質解散させ、東西の撮影所の所長に企画の最終決定権を持たせる思い切った人事を発令した。これにより1961年9月に東映東京の所長に就任していた岡田に強い権限が持たされた。岡田は佐伯清など、巨匠監督を一人残らず契約解除し、深作欣二ら若手監督を起用。若手と中堅との混成で東映東京の改革を推し進めていく体制を執った。
ただ現代劇を製作する東映東京には、絶対的にお客を呼べるスターが当時はおらず、それで所長就任後に最初にやったのが、特に売れたスリラーなど知名度の高い原作を母体とする企画であった。壷井栄の『草の実』や、小坂慶助『二・二六事件 脱出』、菊村到の『残酷な月』や、本作などで、しかしこれらの作品は評価されるも興行が振るわず。館主にも拒否され、営業部も宣伝も黙って市場に流す状況。つまり対外的にも対内的にも熱が入らず。そこで対内的にまずPRの行き届くものを作ると決めた。岡田茂は映画の企画力もさることながら、「オレの仕事の半分は社内セールスだ」「これ当たるで～」などと周りに吹きまわり、営業部や興行部をその気にさせる宣伝力の才も持ち合わせていた。ここから岡田が仕掛けた「東映ギャング路線」「喜劇路線」「名作路線」「任侠路線」などが次々当たり、岡田の一言で製作が決まって、会議なしという状況が生まれ、以降、岡田の標榜する"不良性感度映画"が幅を利かせていくようになった。

### キャスト
- 鶴田浩二（井上代造）
- 江原真二郎（崎津弘吉）
- 磯村みどり（井上美沙子）
- 仲谷昇（板倉彰英）
- 植村謙二郎（杉田一郎）
- 八名信夫（塚口）
- 亀石征一郎（藤井）
- 久保菜穂子（洋子）
- 三津田健（村田露石）
- 柳永二郎（中野博圭）
- 仲原信二（三輪）
- 永田靖（能勢刑事部長）
- 石島房太郎（捜査一課長）
- 菅沼正（捜査三課長）
- 原田甲子郎（小出警部）
- 北山達也（上田刑事）
- 岩上瑛（本橋刑事）
- 賀川晴男（菊池刑事）
- 河合絃司（船木刑事）
- 岡野耕作（吉沢刑事）
- 久地明（大原鉄一）
- 潮健児（同房の40男）
- 高田博（同房の50男）
- 梅野邦子（板倉邸女中A）
- 上津原鮎子（板倉邸女中B）
- 愛川かおる（板倉邸女中C）
- 矢島由紀子（板倉邸女中D）
- 相馬剛三（監察医）
- 岡田敏子（秀峰荘女中）
- 豊野弥八郎（山陰日報社員）
- 関山耕司（監督）
- 日尾孝司（巡査A）
- 打越正八（巡査B）
- 秋山敏（武装警官）
- 佐藤晟也（バタ屋）
- 内藤勝次郎（おでん屋）
- 三田耕作（古物屋）

他

### スタッフ
- 監督：佐藤肇
- 企画：佐藤正道、大賀義文
- 脚本：棚田吾郎
- 撮影：仲沢半次郎
- 美術：近藤照男
- 照明：入江進
- 音楽：菊池俊輔
- 録音：岩田広一
- 編集：長沢嘉樹
- スチール：田中牧夫